# Grand Prix Formule 1 van Duitsland 1978
De Grand Prix Formule 1 van Duitsland 1978 werd gehouden op 30 juli 1978 op de Hockenheimring.

## Uitslag
| Positie | Nummer | Rijder                | Team               | Ronden | Tijd/Opgave     | Startplaats | Punten |
| ------- | ------ | --------------------- | ------------------ | ------ | --------------- | ----------- | ------ |
| 1       | 5      | Mario Andretti        | Lotus-Ford         | 45     | 1:28:00.90      | 1           | 9      |
| 2       | 20     | Jody Scheckter        | Wolf-Ford          | 45     | +15,35 s        | 4           | 6      |
| 3       | 26     | Jacques Laffite       | Ligier-Matra       | 45     | +28,01 s        | 7           | 4      |
| 4       | 14     | Emerson Fittipaldi    | Fittpaldi-Ford     | 45     | +36,88 s        | 10          | 3      |
| 5       | 3      | Didier Pironi         | Tyrrell-Ford       | 45     | +57,26 s        | 16          | 2      |
| 6       | 25     | Héctor Rebaque        | Lotus-Ford         | 45     | +1:37.86        | 18          | 1      |
| 7       | 2      | John Watson           | Brabham-Alfa Romeo | 45     | +1:39.53        | 5           |        |
| 8       | 12     | Gilles Villeneuve     | Ferrari            | 45     | +1:56.87        | 15          |        |
| 9       | 35     | Riccardo Patrese      | Arrows-Ford        | 44     | +1 Ronde        | 14          |        |
| 10      | 32     | Keke Rosberg          | Wolf-Ford          | 42     | +3 Rondes       | 19          |        |
| 11      | 23     | Harald Ertl           | Ensign-Ford        | 41     | Motor           | 17          |        |
| DSQ     | 36     | Rolf Stommelen        | Arrows-Ford        | 42     |                 | 23          |        |
| DNF     | 6      | Ronnie Peterson       | Lotus-Ford         | 36     | Versnellingsbak | 2           |        |
| DSQ     | 7      | James Hunt            | McLaren-Ford       | 34     |                 | 8           |        |
| DNF     | 27     | Alan Jones            | Williams-Ford      | 31     | Benzinesysteem  | 6           |        |
| DNF     | 22     | Nelson Piquet         | Ensign-Ford        | 31     | Motor           | 21          |        |
| DNF     | 19     | Vittorio Brambilla    | Surtees-Ford       | 24     | Benzinesysteem  | 20          |        |
| DNF     | 8      | Patrick Tambay        | McLaren-Ford       | 16     | Ongeluk         | 11          |        |
| DNF     | 11     | Carlos Reutemann      | Ferrari            | 14     | Benzinesysteem  | 12          |        |
| DNF     | 1      | Niki Lauda            | Brabham-Alfa Romeo | 11     | Motor           | 3           |        |
| DNF     | 15     | Jean-Pierre Jabouille | Renault            | 5      | Motor           | 9           |        |
| DNF     | 9      | Jochen Mass           | ATS-Ford           | 1      | Ongeluk         | 22          |        |
| DNF     | 16     | Hans-Joachim Stuck    | Shadow-Ford        | 1      | Ongeluk         | 24          |        |
| DNF     | 4      | Patrick Depailler     | Tyrrell-Ford       | 0      | Ongeluk         | 13          |        |
| DNQ     | 17     | Clay Regazzoni        | Shadow-Ford        |        |                 |             |        |
| DNQ     | 10     | Jean-Pierre Jarier    | ATS-Ford           |        |                 |             |        |
| DNQ     | 18     | Rupert Keegan         | Surtees-Ford       |        |                 |             |        |
| DNQ     | 37     | Arturo Merzario       | Merzario-Ford      |        |                 |             |        |
| DNPQ    | 31     | René Arnoux           | Martini-Ford       |        |                 |             |        |
| DNPQ    | 30     | Brett Lunger          | McLaren-Ford       |        |                 |             |        |

## Statistieken
| Pole-position | Mario Andretti  | Lotus-Ford | 1:51.90 |
| Snelste ronde | Ronnie Peterson | Lotus-Ford | 1:55.62 |

## Noot
- Dit was het debuut van de Braziliaanse coureur Nelson Piquet (toekomstig wereldkampioen).
- Dit was de 25ste podiumplaats voor Jody Scheckter.

1931 · 1932 · 1934 · 1935 · 1936 · 1937 · 1938 · 1939 · 1951 · 1952 · 1953 · 1954 · 1956 · 1957 · 1958 · 1959 · 1961 · 1962 · 1963 · 1964 · 1965 · 1966 · 1967 · 1968 · 1969 · 1970 · 1971 · 1972 · 1973 · 1974 · 1975 · 1976 · 1977 · 1978 · 1979 · 1980 · 1981 · 1982 · 1983 · 1984 · 1985 · 1986 · 1987 · 1988 · 1989 · 1990 · 1991 · 1992 · 1993 · 1994 · 1995 · 1996 · 1997 · 1998 · 1999 · 2000 · 2001 · 2002 · 2003 · 2004 · 2005 · 2006 · 2008 · 2009 · 2010 · 2011 · 2012 · 2013 · 2014 · 2016 · 2018 · 2019